# 엘리사 린드스트룀
에바 엘리사 린드스트룀(스웨덴어: Eva Elisa Lindström, 1991년 4월 24일 ~ )은 스웨덴의 가수이다.